# Khagaul
Khagaul är en ort i Indien.   Den ligger i distriktet Patna och delstaten Bihar, i den nordöstra delen av landet, 900 km öster om huvudstaden New Delhi. Khagaul ligger 61 meter över havet och antalet invånare är 51 577.
Terrängen runt Khagaul är mycket platt. Runt Khagaul är det mycket tätbefolkat, med 1 632 invånare per kvadratkilometer. Närmaste större samhälle är Patna, 9,2 km öster om Khagaul. Trakten runt Khagaul består till största delen av jordbruksmark.